# フレイヴ エンターテインメント
株式会社フレイヴ エンターテインメント (FLAVE ENTERTAINMENT) は、東京都港区に所在する芸能事務所である。

## 概要
オフィスフォーティエイトがAKB48のマネジメントをしていたが、2006年にAKS（現・Vernalossom）が設立されてAKB48の運営・管理業務が移管された後、2012年にオフィスフォーティエイトの芸能マネジメント事業を引き継いだ。

## 所在地
- 150-0001 東京都港区南青山5-4-27 Barbizon104  6階

## 所属タレント
※▲はかつてのAKB48グループ所属者。
- ▲鈴木まりや
- ▲増田有華
- ▲清水里香（元・NMB48）
- 難波サキ
- 高橋みゆき
- 伊藤良夏（元・大阪市会議員）
- 岡田実音
- 華
- 栞
- あんな
- 佐野愛花（CUTIE STREET）
- 窪田翔
- 前田陸
- 山田輝
- 松岡慧斗
- DOG MONSTAR
- 日南理紗

## 元所属タレント
- ▲秋元才加 - 現フリー
- 井上結菜
- 伊万里有
- ▲梅田彩佳 - 現TRUSTAR所属
- ▲奥真奈美 -
- ▲折井あゆみ
- 粕谷聡子
- ▲小林香菜 -
- ▲島田晴香 - 2017年12月31日をもって、芸能界引退
- 二見夕貴 -
- 古川温子
- ▲宮澤佐江 - 芸能活動休止期間を経て、現在ホリプロ所属
- ジョン・ヘソン
- 川嵜祐樹
- Korry
- ▲野村奈央
- ▲シヨン
- 笠原美香
- 藤重政孝
- 福野来夢
- Squad
- ▲光宗薫- 現イトーカンパニー所属
- ▲鈴木優香- 現LIBERA所属